# یورگن شرودر (واترپلو)
یورگن شرودر (آلمانی: Jürgen Schröder؛ زادهٔ ۱۶ دسامبر ۱۹۶۰) بازیکن واترپلو اهل آلمان بود.
وی در مسابقات کشوری و بین‌المللی در مجموع برندهٔ ۱ مدال برنز شده‌است.